# Princeps
Princeps (laut Sextus Pompeius Festus von lateinisch primus – capio, ursprünglich mit der Bedeutung „(bei der Beuteverteilung) zuerst nehmend“, „in der Reihenfolge der Erste“) ist allgemein „erster Bürger“ oder „erster unter Gleichen“ in der Gesellschaft der römischen Antike. Es war der offizielle Titel der römischen Kaiser während der Zeit des Prinzipats.

## Etymologie
Etymologisch geht das Wort auf die Wurzel „pro“ zurück, die im indogermanischen Sprachgebrauch eher ein räumliches Verhältnis ausdrückt, und oftmals für die Bildung der Ordnungszahl primus „der erste“ verwendet wurde. Dieses primus wurde mit der Wurzel *cap capio „nehmen“, wahrscheinlicher jedoch caput „Haupt“ verbunden. Der princeps war demnach die Standesdefinition einer Person innerhalb der Gesellschaft und somit der Angesehenste oder Wichtigste innerhalb einer Gruppe von Menschen oder Anzahl an Gegenständen. Mit der Bezeichnung princeps wurde eine leitende Stellung oder ein hoher Rang in Verbindung gebracht.
Dabei ist die Bedeutung jenen Worten recht ähnlich, welche die Vornehmsten und Einflussreichsten Personen innerhalb eines Staates bezeichnen:
- Primores sind jene, die diesen Stand entweder durch Geburt, Ansehen oder Vermögen erworben haben.
- Principes sind jene, die diesen Stand durch ihre geistige Fähigkeit oder ihr Talent erworben oder sich durch besondere Tätigkeit unter den Primoribus hervorgetan haben.
- Proceres bezeichnet den natürlichen Adelsstand gegenüber dem gemeinen Volk.
- Princeps bezeichnet zudem den römischen Kaiser als Inhaber der höchsten Zivilgewalt, im Gegensatz zu Imperator (Inhaber der Militärgewalt), sowie den ersten, der etwas tut oder dessen Beispiel andere folgen.

## Verwendung
Während der Römischen Republik konnten die Schriftsteller herausragende Männer aller Völker und Länder als princeps bezeichnen. Innerhalb Roms gab es meist mehrere principes zur gleichen Zeit. Voraussetzung für die „Aufnahme“ unter die principes waren Leistungen für den Staat und Zugehörigkeit zur Nobilität, man erwartete Tapferkeit sowie Kenntnis der Gesetze, Einrichtungen (institutiones) und althergebrachten Traditionen.
In der Römischen Kaiserzeit wurde der Begriff auf den Kaiser, weiterhin auf andere Römer besonderen Rangs (principes viri) und auf Nichtrömer angewandt – in den beiden letzteren Fällen meist mit einem Zusatz wie princeps civitatis. Doch schon seit Caesars Zeiten waren keltische und germanische Stammesfürsten mit diesem Titel belegt worden – eine Praxis, die auch in Inschriften nachgewiesen ist. Als princeps ohne weiteren Zusatz wurde jedoch allein der Kaiser angesprochen. Eine staatsrechtliche Einbindung des Begriffs existierte nicht, auch gehört der Begriff nicht der festen kaiserlichen Titulatur an. Die Macht des kaiserlichen Princeps erwuchs ihm aus der Übertragung anderer Befugnisse, etwa der prokonsularischen Gewalt über die kaiserlichen Provinzen oder der tribunizischen Gewalt.
Als Princeps ist der Kaiser zugleich Princeps senatus, der Erste im Senat, der im römischen Senat als primus inter pares fungierte und während einer Senatstagung als Erster seine Stimme abgab. Zur Designation eines potentiellen Nachfolgers des Kaisers verwendete man den Titel princeps iuventutis („Erster der adligen Jugend“), ein Begriff, der bereits während der Republik für die Adelsreiter und für führende junge Männer nichtrömischer Gemeinwesen benutzt wurde, ab der Kaiserzeit nur den kaiserlichen Prinzen zukam.
Notwendigerweise monarchische Herrschaft setzt der Begriff nicht voraus. So figurierte der durch Loswahl aus den Reihen der ämterberechtigten Familien gewählte Doge von Venedig als Serenissimus Princeps. Außerdem konnte der Plural principes in der mittelalterlichen und frühneuzeitlichen Kommune die Gruppe der Oligarchen und deren Amtsträgerschaften bezeichnen.
In fränkischer Zeit wurde die Bezeichnung Princeps zur Bezeichnung der geistlichen und weltlichen Herrscher. Im 11. Jahrhundert wurde, abgeleitet vom lateinischen princeps, es im Alten Reich üblich die Mitglieder des obersten Adels als Fürsten (althochdeutsch furisto) zu bezeichnen. Die Bezeichnung Fürst ist dabei sprachlich mit dem englischen Wort „the first“, also „der Erste“ verwandt. Ebenso wie Fürst wurde das deutsche Wort Prinz von Princeps abgeleitet.